# Chaussenac
Chaussenac ist eine französische Gemeinde mit 223 Einwohnern (Stand 1. Januar 2022) im Département Cantal in der Region Auvergne-Rhône-Alpes (vor 2016 Auvergne). Sie gehört zum Kanton Mauriac im Arrondissement Mauriac. Die Einwohner werden Chaussenacois genannt.

## Lage
Chaussenac liegt etwa 33 Kilometer nordnordwestlich von Aurillac.
Nachbargemeinden sind Brageac im Norden, Ally im Osten, Barriac-les-Bosquets im Süden sowie Pleaux im Westen und Nordwesten.

## Bevölkerungsentwicklung
| Jahr                       | 1962 | 1968 | 1975 | 1982 | 1990 | 1999 | 2006 | 2011 | 2019 |
| -------------------------- | ---- | ---- | ---- | ---- | ---- | ---- | ---- | ---- | ---- |
| Einwohner                  | 466  | 438  | 405  | 340  | 259  | 232  | 247  | 234  | 218  |
| Quellen: Cassini und INSEE |      |      |      |      |      |      |      |      |      |

## Sehenswürdigkeiten

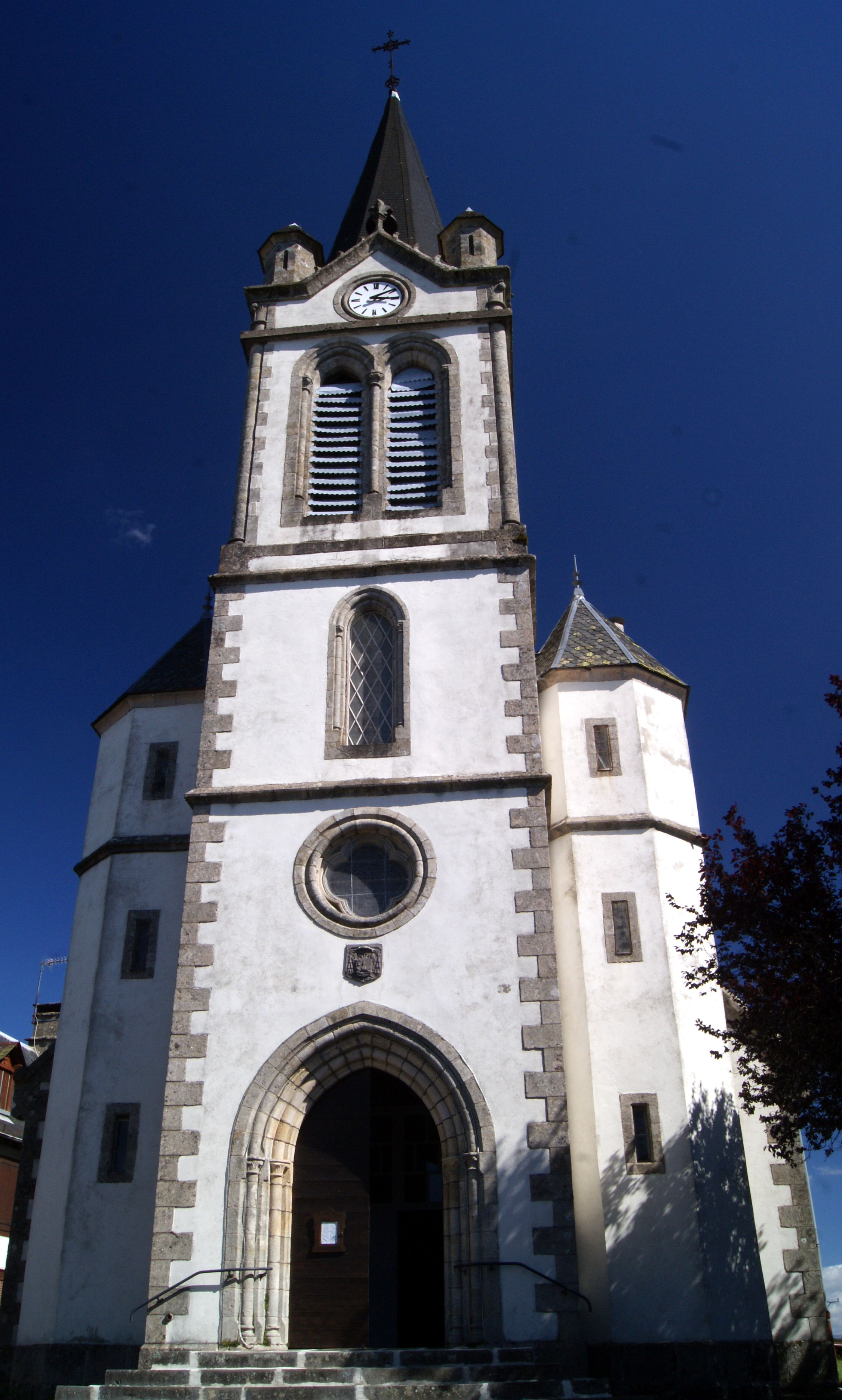
Kirche Saint-Étienne

- Kirche Saint-Étienne